# Rudolf Rostock
Rudolf Rostock (* 1916; † 4. Oktober 1964) war ein deutscher Kommunalpolitiker und Landrat des einstigen Landkreises Berchtesgaden.
Rostock war als Oberregierungsrat für das Landratsamt des Landkreises Berchtesgaden tätig. Bei den Kommunalwahlen in Bayern wurde er auf Vorschlag der SPD und der Gruppe der Parteilosen zum Landrat des Landkreises Berchtesgaden gewählt und trat sein Amt am 8. März 1964 an. Wegen seines Todes am 4. Oktober des gleichen Jahres blieb er nur wenige Monate im Amt, das sein Stellvertreter Rudolf Müller nach einer Neuwahl übernahm. 1972 ging der Landkreis im Zuge der Gebietsreform in Bayern im Landkreis Bad Reichenhall auf, der 1973 in Landkreis Berchtesgadener Land umbenannt wurde – bis 1978 ebenfalls mit Rudolf Müller als Landrat.
Beerdigt wurde Rudolf Rostock in Schönau am Königssee auf dem Bergfriedhof.

## Quelle
- Bayerisches Landesamt für Statistik und Datenverarbeitung: Ergebnisse zu Landratswahlen und Oberbürgermeisterwahlen in kreisfreien Städten und der aufgelösten Landkreise